# 汉中中学
33°04′50″N 107°02′09″E / 33.080522°N 107.035773°E
陕西省汉中中学是中华人民共和国陕西省汉中市的一所普通高中示范性学校，始建于1739年，原名汉南书院。

## 沿革

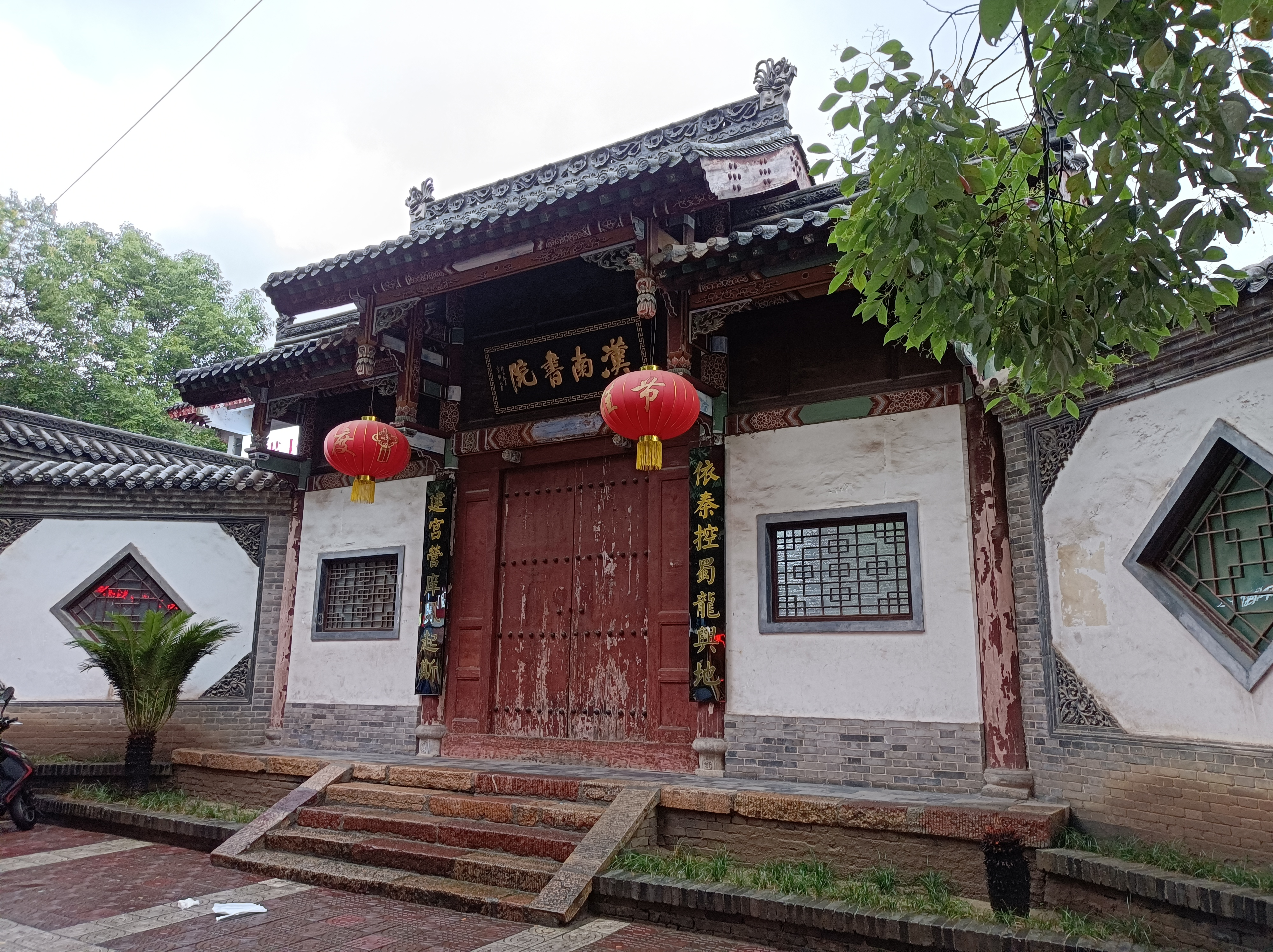
汉中中学旧址——汉南书院

清朝乾隆四年（1739年），在陕西省汉中府南郑县设立汉南书院，由汉兴兵备道副使岳礼、汉中府知府朱闲圣、南郑县知县侯天章倡议创建。视为汉中中学的前身。汉南书院位于今汉中市汉台区中学巷8号。门口对联曾书“文能换骨非妄谈，学到寻源自不疑”。
光绪三十年（1904年），全国开始实行癸卯学制，建立现代教育制度。在此背景下，光绪三十二年（1906年），汉南书院更名为“陕西省官立汉南中学堂”，是全国419所中学堂之一。
民国四年（1915年），学校更名为“陕西省联合县立汉中中学校”。民国二十年（1931年），学校更名为“汉中联立中学”。1931年至1932年，中共陕南特委书记贾拓夫、省委特派员陈浅伦以教员的身份在学校教学并传播马列主义思想。故汉南书院被视为中共陕南特委机关所在地。
1950年3月，“省立南郑中学”并入汉中联立中学，校名更为“陕西省立汉中中学”。1962年，改名为汉中县第一中学。1981年，定名为陕西省汉中中学。1983年，批准为陕西省首批十五所重点中学之一。
2000年8月，汉中市人民政府将汉南书院列为汉中市第一批重点文物保护单位。2013年，陕西省教育厅将汉中中学列为陕西省普通高中示范性学校。2015年6月，陕西省汉中中学迁入位于吴基庄村的新校区。

## 文化
- 校训：求真，向善，尚美，知趣

- 校刊：《汉苑凌霄》

- 社团：MHV社，校刊社，计算机编程社，轮滑社，音乐社，街舞社，凌霄画社，乒乓球社，篮球社，足球社，数学社，格物实验社等。

## 著名校友
- 岳震川
- 李友竹
- 韩履宠
- 陈道坦
- 李文敏：江西巡抚
- 陈才芳：知府
- 高万鹏：道台
- 高士鹏：知县、同知
- 康耀辰：教育督察专员
- 何挺颖：革命家
- 廖左明：戏剧家
- 张叔亮：会计学家
- 张养吾：教育家
- 安汉：农学家